# Dibbuk

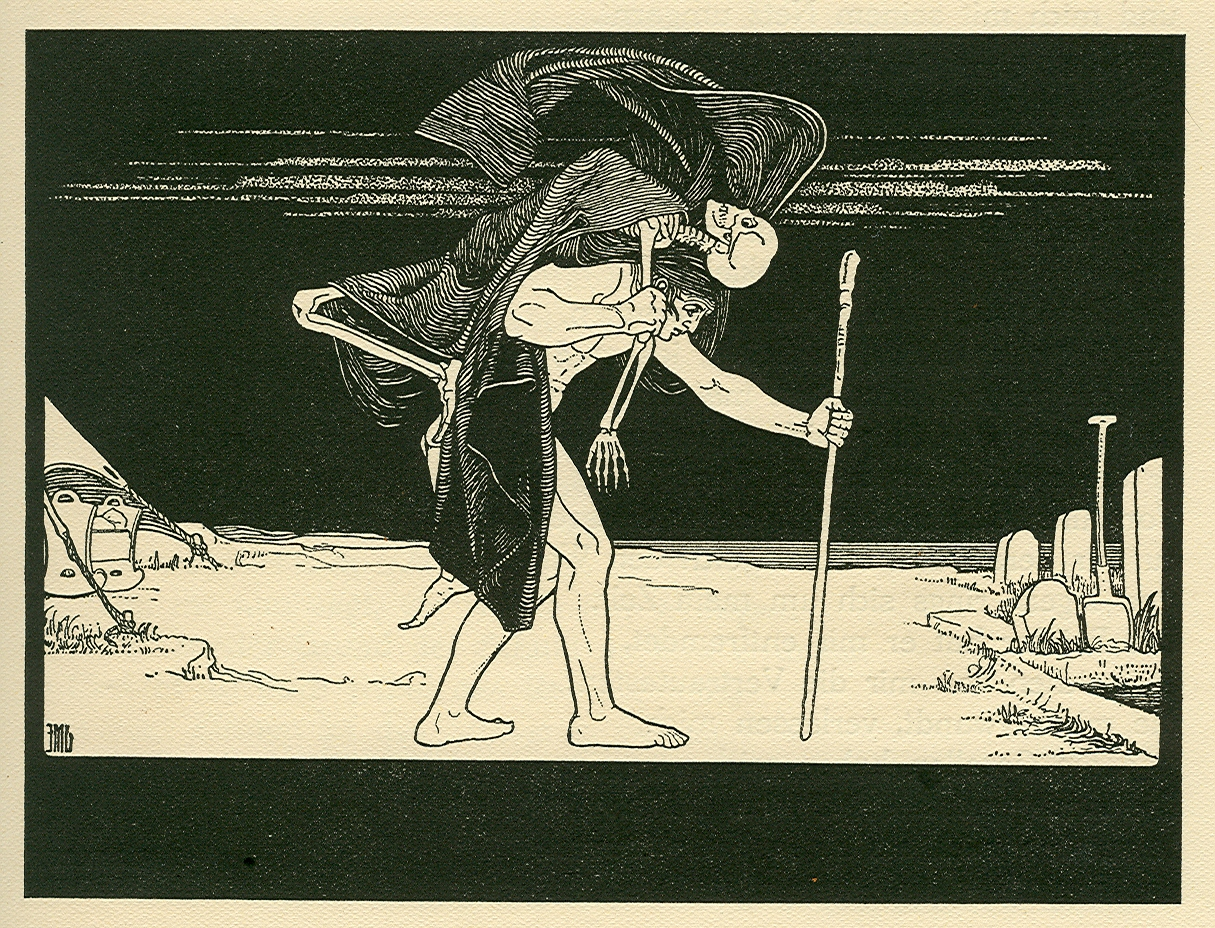
Dibbuk de Ephraim Moshe Lilien (1874-1925).

În mitologia evreiască, un dibbuk (în idiș דיבוק din verbul ebraic דָּבַקדָּבַק‎ dāḇaq cu sensul „a se atașa” sau „a se lipi”) este un spirit malefic posedant considerat a fi sufletul despărțit al unei persoane decedate. Se presupune că acest spirit părăsește organismul gazdă odată ce și-a îndeplinit obiectivul, uneori în urma unui exorcism.

## Etimologie
„Dibbuk” este o abreviere a expresiilor דיבוק מרוח רעהדיבוק מרוח רעה‎ dibbūq mē-rūaḥ rā'ā („scoaterea unui spirit malefic”) sau דיבוק מן החיצוניםדיבוק מן החיצונים‎ dibbūq min ha-ḥīṣōnīm („dibbuk din afară”), cu referire la un spirit malefic care se găsește în om. „Dibbuk” provine de la cuvântul ebraic דִּיבּוּקדִּיבּוּק‎ dibbūq care înseamnă „actul lipirii” și este o forma nominală derivată din verbul דָּבַקדָּבַק‎ dāḇaq care înseamnă „a se atașa” sau „a se prinde”.

## Istoric
Acest termen apare pentru prima dată în câteva scrieri din secolul al XVI-lea, dar a fost ignorat de cercetările academice până când piesa Dibbuk a lui S. Anski l-a popularizat în cercurile literare. Relatările anterioare ale posedării (cum ar fi cea a lui Iosephus) s-au referit mai degrabă la o posedare demonică decât la posedarea de către fantome. Aceste relatări au determinat creșterea conservatorismului iudaic în rândul populației ca o măsură preventivă. De exemplu, s-a sugerat că o mezuză realizată neglijent sau o îndoială cu privire la trecerea lui Moise prin Marea Roșie făcea o gospodărie să devină vulnerabilă față de posedarea de către un dibbuk. Există relatări numeroase referitoare la acest gen de posedare cu detalii foarte precise de nume și locații. Se spune că rabinul Joel Teitelbaum, Satmar rebbe (1887-1979), l-ar fi sfătuit pe un individ care susținea că este posedat să consulte un psihiatru.
Piesa lui Anski este o creație literară semnificativă a teatrului idiș și a fost adaptată de mai multe ori de scriitori, compozitori și alți artiști, inclusiv Jerome Robbins/Leonard Bernstein și Tony Kushner. În această piesă o tânără mireasă este posedată de fantoma bărbatului cu care omul a fost menit să se căsătorească, a avut tatăl ei nu a rupt-o căsătorie acord.
Există și alte forme de transmigrare a sufletului în mitologia evreiască. În contrast cu dibbuk-ul, ibbur-ul (cu sensul de „impregnare”) este o posedare pozitivă, care are loc atunci când un suflet intră temporar într-un corp. Acest lucru se face întotdeauna cu acordul gazdei, astfel că sufletul poate realiza un mițvot. Conceptul cabalistic gilgul (în ebraică גלגול הנשמות, literalmente „rotire”) susține ideea că un suflet trebuie să trăiască mai multe vieți înainte de a câștiga înțelepciunea necesară pentru a se reuni cu Dumnezeu.
În literatura psihologică dibbuk-ul a fost descris ca un sindrom de isterie.

## În cultura populară

### Film
Filmul polonez Dybuk (1937) al lui Michał Waszyński, inspirat din piesa idiș a lui S. Anski, este considerat unul dintre filmele clasice ale cinematografiei idiș.
Dibbuk-ul apare ca antagonist principal în filmele de groază The Unborn - Misterul gemenilor (2009) și The Possession (2012).
În comedia Dragoste și moarte (1975), satiră a literaturii ruse realizată de Woody Allen, Boris (Allen) flirtează cu Sonja (Diane Keaton), care a venit cu negustorul de pește cu care urmează să se căsătorească. Logodnica acceptă avansurile lui Boris, ceea ce-l determină să o întrebe pe Sonja: „Era necesar să aduci dibbuk-ul?”
Comedia neagră A Serious Man (2009) a fraților Coen începe cu povestea unui cuplu care-l suspectează pe rabinul aflat la cină în casa lor că este un dibbuk.
Filmul Demon al lui Marcin Wrona este povestea unui mire posedat de un dibbuk în noaptea de dinaintea nunții.

### Literatură
În romanul La Danse de Gengis Cohn (1967) al lui Romain Gary directorul unui lagăr de concentrare este bântuit de dibbuk-ul uneia dintre victimele sale.
În romanul The Dyke and the Dybbuk (1993) al lui Ellen Galford taximetrista lesbiană Rainbow Rosenbloom este bântuită de un dibbuk feminin ca urmare a unui blestem aruncat asupra unui strămoș al ei cu 200 de ani mai înainte.
Dibbuk-ul apare în romanul de ficțiune The Inquisitor's Apprentice (2011) de Chris Moriarty.

## Legături externe
- "The Dybbuk" by Ansky Jewish Heritage Online Magazine
- Spiritual Possession and Jewish Folklore
- Encyclopædia Britannica